# Fatah al-Islam
Fatah al-Islam (arabe : فتح الإسلام, Fataḥ Al-Islām, Conquête de l'Islam) est un mouvement islamiste salafiste armé basé au Liban, essentiellement dans le camp de réfugiés palestiniens de Nahr el-Bared, et en Syrie, apparu en novembre 2006. C'est un groupe qui fit scission du Fatah-Intifada lui-même scission Fatah de Yasser Arafat en 1983. Son chef de file, Chaker al-Absi, est présumé mort ou capturé en Syrie.
Des membres du mouvement salafiste palestinien Jound al-Cham auraient intégré le Fatah al-Islam.
L'organisation est placée sur la liste officielle des organisations terroristes des États-Unis.

## Historique
Le Fatah Al-Islam affirmait que son objectif était la libération de Jérusalem et que cela ne pouvait se faire que par l'islam. Le Bloc du 14 mars accuse Fatah al-Islam d’être une marionnette du régime syrien, ce que nie Damas qui avait déjà emprisonné son chef de file. À ce jour, il est prouvé que le mouvement comprend des Palestiniens, des Libanais, des Saoudiens, des Syriens, des Tchétchène, des Yéménites, des Pakistanais, des Irakiens et au moins un Algérien et un Bangladais. Ce mouvement aurait été financé par des fonds saoudiens et en partie par des fonds américains dans le but de lutter contre le Hezbollah chiite.
Sur la base des aveux de quatre de ses membres arrêtés par les forces de l'ordre libanaises, ce mouvement est accusé d'être l'auteur d'un attentat commis le 13 février 2007, à Aïn Alaq-Bikfaya dans la montagne au nord-est de Beyrouth, contre deux minibus de transport public. Ils sont aussi soupçonnés de fomenter d'autres attentats.
Selon des réfugiés palestiniens du camp de Nahr el-Bared près de Tripoli, les islamistes sont arrivés à la fin de l'été 2006 en se disant soutenir le Fatah-Intifada. Ce camp aurait été choisi car il est en région sunnite et n'était dominé par aucune des factions palestiniennes, qui chacune ne contrôlait que quelques quartiers. Par le passé, ce camp fut contrôlé par le FPLP, mais ce mouvement s'est retrouvé affaibli par la disparition de ses chefs. Au bout de quelques mois, quand ils sont devenus assez nombreux, ils se sont revendiqués du Fatah al-Islam. Toujours selon les Palestiniens, ils avaient beaucoup d'argent et d'armes et étaient, avant les combats de mai-juin 2007, environ 700. Le groupe est international mais la majorité d'entre eux seraient des Libanais sunnites de Fneidek et Sir al-Dinniyé dans la région du Akkar, à une cinquantaine de kilomètres au nord-est de Tripoli.
L'opposition libanaise et de nombreux Palestiniens accusent le gouvernement libanais et le Courant du futur de Saad Hariri d'avoir favorisé le développement de ce groupe pour contrer les ambitions du Hezbollah et de l'avoir financé avec des fonds saoudiens, les Hariri étant très liés avec la famille des Saoud. Le journaliste-analyste américain Seymour Hersh en a publié un rapport complet au printemps 2007. Le gouvernement libanais aurait déclenché les combats pour mettre en porte à faux la Syrie et l'accuser quelques jours avant que le Conseil de sécurité des Nations unies se réunisse afin d'obtenir davantage de soutien des pays et médias occidentaux. Ni cette thèse de la manipulation du gouvernement pro-occidental libanais, ni celle de l'implication syrienne ne sont prouvées, mais les médias audiovisuels ne retransmettent que la deuxième théorie, alors que les médias papiers sont beaucoup plus prudents.
À propos de ces accusations, un homme politique syrien a déclaré « s'il y avait un tremblement de terre au Liban, le gouvernement accuserait la Syrie ». Le Hezbollah appelle l'armée libanaise à intervenir contre le Fatah al-Islam tout en évitant de porter atteinte aux civils, et demande au Fatah et au Hamas de servir de négociateur pour que les militants djihadistes déposent les armes et soient traduits en justice. Le parti considère les civils palestiniens comme une ligne rouge et craint que le conflit avec les terroristes du Fatah al-Islam soit utilisé pour installer les réfugiés palestiniens au Liban de manière permanente.
Des combats ont eu lieu lors de l'été 2007 entre l'armée libanaise et les membres de cette organisation. Au 7 août 2007, plus de 200 personnes avaient été tuées, dont 134 soldats libanais et Abou Houreira, chef adjoint du Fatah al-Islam. Ce bilan ne tient pas compte des islamistes tués et dont les corps sont restés dans le camp.
Pendant la nuit du 2 septembre 2007, un nombre important des islamistes toujours dans le camp essayèrent de fuir, parmi eux se trouvant Chaker al-Absi le chef de Fatah al-Islam. Peu après, l'armée libanaise annonça la fin des combats, l'éradication du mouvement et la mort de Chaker al-Absi, après que son corps eut été identifié dans un hôpital de la ville de Tripoli.
Le 27 septembre 2008, un attentat-suicide à Damas en Syrie tue 17 personnes, les autorités de ce pays accusent formellement le Fatah al-Islam d'être responsable de cet acte.
Pendant la guerre civile syrienne, débutée en 2011, le Fatah Al-Islam a soutenu l'insurrection notamment lors de la prise de Qousseir en 2012 (Bataille de Qousseir).